# Суцаль (муниципалитет)
Суцаль (исп. Sudzal) — муниципалитет в Мексике, штат Юкатан, с административным центром в одноимённом посёлке. Численность населения, по данным переписи 2010 года, составила 1689 человек.

## Общие сведения
Название Sudzal c майяйского языка можно перевести как: водное дерево сууц.
Площадь муниципалитета равна 222 км², что составляет 0,56 % от общей площади штата, а наивысшая точка — 30 метров над уровнем моря, расположена в поселении Канкабчен-Валенсия.
Он граничит с другими муниципалитетами Юкатана: на севере с Исамалем, на востоке с Тункасом, на юге с Яшкабой и Сотутой, на западе с Кантунилем и Исамалем.

## Учреждение и состав
Муниципалитет был образован в 1932 году, в его состав входит 11 населённых пунктов, самые крупные из которых:
| Код INEGI                  | Населённый пункт                                                                 | Численность населения (2005 год) | Численность населения (2010 год) |
| -------------------------- | -------------------------------------------------------------------------------- | -------------------------------- | -------------------------------- |
| 071                        | Всего                                                                            | 1560                             | 1689                             |
| 0001                       | Суцаль (исп. Sudzal) 20°52′11″ с. ш. 88°59′18″ з. д. (административный центр)    | 1141                             | 1261                             |
| 0003                       | Чумбек (исп. Chumbec) 20°48′01″ с. ш. 88°48′49″ з. д.                            | 237                              | 246                              |
| 0078                       | Нуэво-Цалам (исп. Nuevo Tzalam) 20°49′15″ с. ш. 88°52′38″ з. д.                  | 124                              | 103                              |
| 0006                       | Канкабчен-Валенсия (исп. Kancabchén de Valencia) 20°43′30″ с. ш. 88°51′02″ з. д. | 26                               | 41                               |
| —                          | Прочие                                                                           | 32                               | 38                               |
| Названия на карте Генштаба |                                                                                  |                                  |                                  |

## Экономика
По статистическим данным 2000 года, работоспособное население занято по секторам экономики в следующих пропорциях:
- сельское хозяйство и скотоводство — 67,1 %;
- торговля, сферы услуг и туризма — 16 %;
- производство и строительство — 14,6 %;
- безработные — 2,3 %.

## Инфраструктура
По статистическим данным 2010 года, инфраструктура развита следующим образом:
- протяжённость дорог: 154 км;
- электрификация: 94,9 %;
- водоснабжение: 97,8 %;
- водоотведение: 74,1 %.

## Достопримечательности
В муниципалитете можно посетить следующие достопримечательности:
- архитектурные: церковь Богородицы, построенный в XVI веке;
- археологические: памятники культуры майя — Санта-Каталина, Токбац и Акун.

## Фотографии

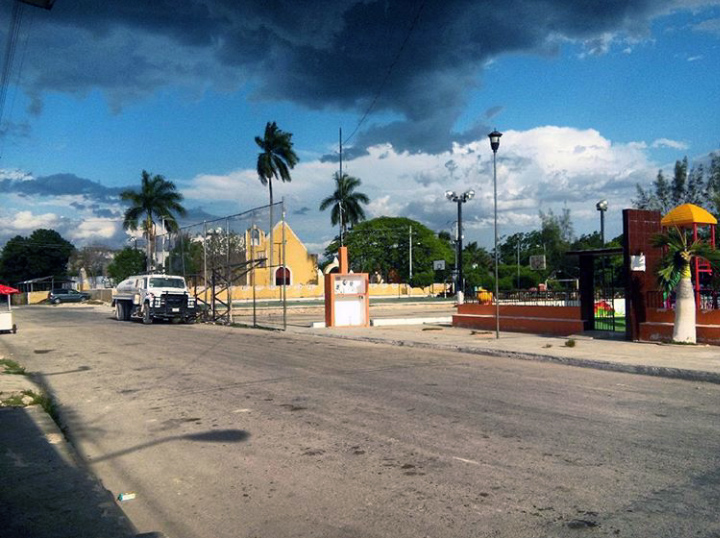
Центр Суцаля
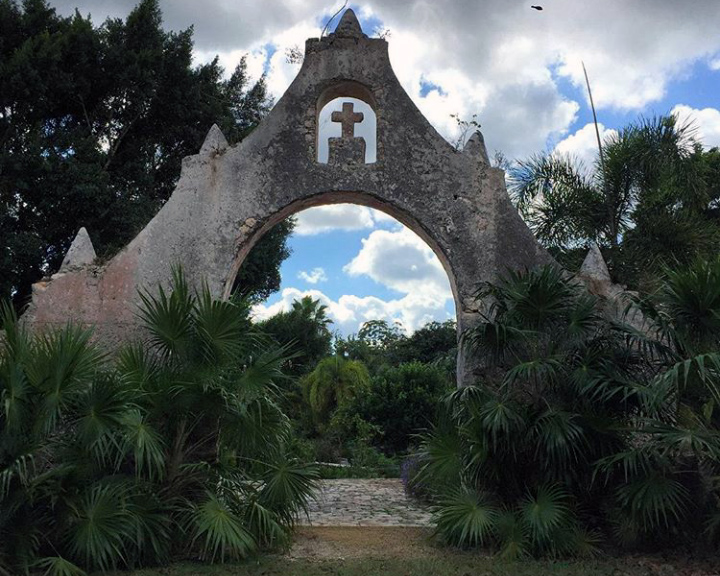
Бывшая асьенда Чаланте